# زوران سفينافتش
زوران سفينافتش (بالصربية: Зоран Цвијановић)‏ هو منتج أفلام وممثل صربي، ولد في 25 يناير 1958 في صربيا.

## وصلات خارجية
- زوران سفينافتش على موقع IMDb (الإنجليزية)
- زوران سفينافتش على موقع قاعدة بيانات الأفلام العربية
- زوران سفينافتش على موقع ألو سيني (الفرنسية)
- زوران سفينافتش على موقع أول موفي (الإنجليزية)
- زوران سفينافتش على موقع قاعدة بيانات الأفلام السويدية (السويدية)
- زوران سفينافتش على موقع قاعدة بيانات الفيلم (الإنجليزية)
- زوران سفينافتش على موقع كينوبويسك (الروسية)